# Zamek w Nowem nad Wisłą
Zamek w Nowem nad Wisłą – zamek w mieście Nowe; mieści się nad Wisłą przy Placu Zamkowym.

## Historia

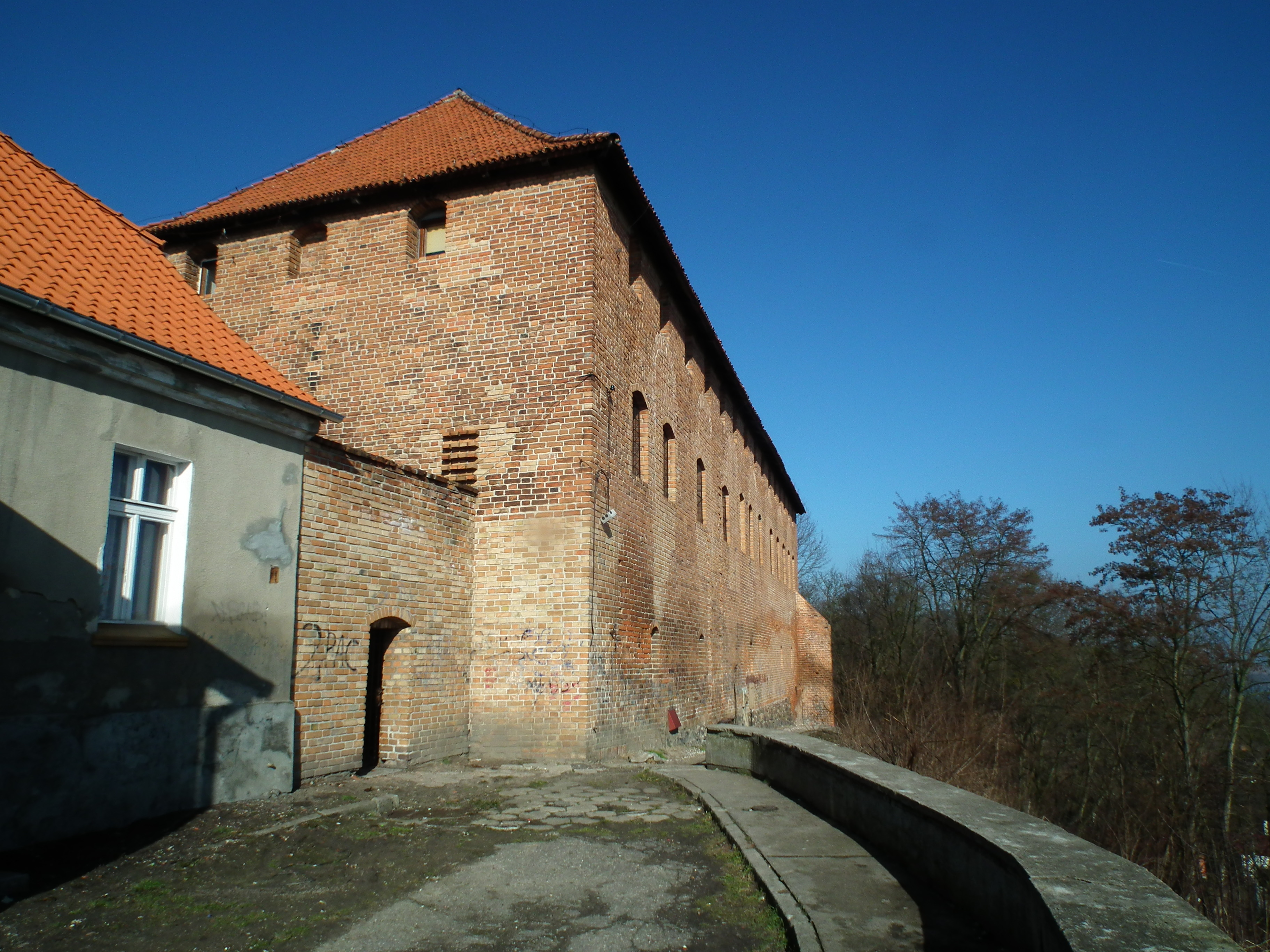
Widok od strony skarpy wiślanej

Zamek został zbudowany w połowie XIV wieku przez zakon krzyżacki na miejscu pomorskiego kasztelu. Mieści się przy północno-wschodnim narożniku murów miejskich. Niegdyś wschodnie skrzydło główne i północne pomocnicze, uzupełnione murami i wieżami. Po 1465 roku siedziba starostów nowskich, mocno zdewastowany podczas wojen szwedzkich. Po I rozbiorze, w 1787 w znacznym stopniu rozebrany przez władze pruskie, zachowane skrzydło główne przekształcono w zbór ewangelicki (wyburzono stropy). Potem było magazynem i remizą. W końcu lat 70. XX wieku rozpoczęto jego adaptację na obiekt upowszechniania kultury, zakończoną w 1992 roku. Obecnie siedziba Centrum Kultury "Zamek".